# Neustadt/Vogtl.
Neustadt/Vogtl. är en kommun och ort i Vogtlandkreis i förbundslandet Sachsen i Tyskland. Kommunen har cirka 1 000 invånare.
Kommunen ingår i förvaltningsområdet Falkenstein tillsammans med kommunerna Falkenstein/Vogtl. och Grünbach.